# Вербівська сільська рада (Липовецький район)
| Вербівська сільська рада — орган місцевого самоврядування у Липовецькому районі Вінницької області з адміністративним центром у c. Вербівка. Сільській раді підпорядковані населені пункти: - c. Вербівка - с-ще Ксаверівка |

## Склад ради
Рада складається з 12 депутатів та голови.

## Керівний склад сільської ради
| ПІБ                            | Основні відомості                                                               | Дата обрання | Дата звільнення |
| ------------------------------ | ------------------------------------------------------------------------------- | ------------ | --------------- |
| Побережець Ольга Володимирівна | Сільський голова, 1967 року народження, освіта, позапартійна                    | 26.03.2006   | 31.10.2010      |
| Дишлов Петро Володимирович     | Сільський голова, 1978 року народження, освіта середня спеціальна,позапартійний | 31.10.2010   |                 |

Примітка: таблиця складена за даними джерела